# Kroatische Luftstreitkräfte und Luftabwehr
Kroatische Luftstreitkräfte und Luftabwehr (kroatisch Hrvatska ratna zrakoplovstva i protuzračna obrana, kurz HRZ i PZO) ist die amtliche Bezeichnung der Kroatischen Luftwaffe, einer Teilstreitkraft der Kroatischen Streitkräfte.

## Geschichte
Die heutige kroatische Luftwaffe wurde am 12. Dezember 1991 während des Unabhängigkeitskrieges mit Jugoslawien gegründet. Zu diesem Zeitpunkt besaß sie keine Kampfflugzeuge, da diese beim Abzug der jugoslawischen Armee mitgenommen oder zerstört wurden. Stattdessen erfolgten die ersten Einsätze mit umgebauten Agrar- und Sportflugzeugen wie der An-2.
Die ersten Kampfflugzeuge waren vier MiG-21, die von zwischen 1991 und 1992 aus der jugoslawischen Armee desertierten Piloten stammten. Die erste Maschine landete Rudolf Perešin (späterer Kommandeur der 21. Jägerstaffel) am 25. Oktober 1991 im österreichischen Klagenfurt. Weitere Maschinen wurden trotz UN-Sanktionen aus der GUS erworben.
Nach dem Krieg wurden verschiedene Flugzeuge ausgemustert und bis 2003 fast die gesamte Flotte erneuert. Mit dem Beitritt zur NATO stiegen auch die Anforderungen an die Kompatibilität und Interoperabilität, so dass die Luftwaffe vor allem die MiG-21 durch ein modernes Kampfflugzeug ersetzen wollte. Zwischenzeitlich sollten zwölf gebrauchte Lockheed Martin F-16C/D Block 30 „Barak“ aus Beständen der israelischen Luftstreitkräfte beschafft werden. Dieses Vorhaben scheiterte jedoch 2019, da die Vereinigten Staaten von Amerika dem Verkauf nach israelischen Angaben nicht zustimmten. Im Anschluss erfolgte eine erneute Ausschreibung für die Beschaffung moderner Kampfflugzeuge. Zu Auswahl stehende Muster waren, neue F-16 C/D Block 70 von Seiten der USA, neue Gripen C/D von Schweden, gebrauchte Rafale F3-R von Frankreich und gebrauchte F-16 C/D Block 30 von Israel. Ende Mai 2021 entschied das kroatische Kabinett sich für das französische Angebot. Das neben zehn Ein- und zwei Doppelsitzern einen Flugsimulator, ein Basiswaffenpaket, Boden- und Testausrüstung, Ersatzteile, eine Schulung des Personals sowie eine umfassende Unterstützung durch Vertreter der Hersteller für einen Zeitraum von drei Jahren und eine 12-monatige Garantie auf jedes gelieferte Flugzeug, Triebwerk und andere Geräte und Ersatzteile beinhaltete.
Am 2. Oktober 2023 haben die kroatischen Luftstreitkräfte während einer offiziellen Veranstaltung auf dem Fliegerhorst in Mont-de-Marsan ihr erstes Exemplar der Dassault Rafale übernommen. Letzte Flüge der MiG-21 gab es im November 2024.

## Organisation
Als kleinste Teilstreitkraft verfügt die Luftwaffe über 1600 Mann. Diese operieren mit einem Dutzend 3.-Generation-Abfangjägern und 18 Trainingsflugzeugen. Diese werden durch 40 Transport-, Schulungs- und bewaffnete Transporthubschrauber ergänzt. Als bodengebundene Komponente ist der Luftwaffe die Luftabwehr unterstellt. Diese verfügt über rund 300 Flugabwehrgeschütze (FLaK) und Flakpanzer mit Kaliber 20–57 mm sowie zwölf Batterien mobiler Luftabwehrsysteme (FlaRak) mittlerer Reichweite des Typs Strela SA10-CRO-A und ca. 400 tragbare Luftabwehrsysteme der Typen Strela und Igla. Eine eigene Einheit ist aus innenpolitischen Gründen für die Brandbekämpfung aus der Luft vorgesehen.

### Gliederung

Strukturplan (Militärische Symbole)

- Luftwaffenkommando der Kroatischen Luftstreitkräfte und Luftabwehr (Zapovjedništvo HRZ i PZO) - Zagreb Luftwaffenstützpunkt (Zrakoplovna baza Zagreb, militärischer Teil von Flughafen Franjo Tuđman Zagreb, auch Zagreb - Pleso Flugplatz)
  - Führungsstab (Stožer zapovjedništva)
  - Stabskompanie des Luftwaffenkommandos (Zapovjedna satnija Zapovjedništva HRZ i PZO)
  -  91. Luftwaffenstützpunkt - Zagreb Luftwaffenstützpunkt (Pleso, Zagreb)
    - Kommando des 91. Luftwaffenstützpunktes (Zapovjedništvo 91. zrakoplovne baze)
    - Stabskompanie (Zapovjedna satnija)
    - Kampfflugzeugstaffel (Eskadrila borbenih aviona (EBA)) - MiG-21bis-D/UMD (mit einer zweiten Alarmrotte auf dem Flughafen Pula)
    - Transportflugzeugstaffel (Eskadrila transportnih aviona (ETA)) - An-32
    - Mehrzweckhubschrauberstaffel (Eskadrila višenamjenskih helikoptera (EVH)) - Mi-171Sh (Flugplatz Zagreb/Lučko)
    - Fliegertechnisches Bataillon (Zrakoplovno-tehnička bojna (ZTB))

  -  93. Luftwaffenstützpunkt – Luftwaffenstützpunkt Zadar - Zemunik
    - Kommando des 93. Luftwaffenstützpunktes (Zapovjedništvo 93. zrakoplovne baze)
    - Stabskompanie (Zapovjedna satnija)
    - Transporthubschrauberstaffel (Eskadrila transportnih helikoptera (ETH)) – Mi-8MTW-1/Mi-17 (Fliegerhorst Split - Divulje)
    - Feuerlöschflugzeugstaffel (Protupožarna eskadrila (PPE)) – Canadair CL-415, AirTractor AT-802F
    - Flächenfliegerausbildungsstaffel (Eskadrila aviona (EA)) – Pilatus PC-9M, Zlín 242L
    - Kampfhubschrauberstaffel (Eskadrila borbenih helikoptera (EBA)) – OH-58D, Bell 206B-3 (bis 2016 war sie die Hubschrauberausbildungsstaffel (Eskadrila helikoptera (EA)). Dann erhielt sie aus Beständen der US-Army OH-58 Kiowa Warrior und wurde umbenannt. Die Ausbildungsaufgaben und die Bell 206B-3 wurden jedoch behalten).
    - Fliegertechnisches Bataillon (Zrakoplovno-tehnička bojna (ZTB))

  -  Luftraumüberwachungs- und Richtungsbataillon (Bojna zračnog motrenja i navođenja (BZMIN))
    - Luftraumüberwachungszentrum Podvornica (Središte za nadzor zračnog prostora (SzNZP Podvornica))
    - Sektoreinsatzzentrum Split (Sektorsko operativno središte (SOS Split))
    - 5 Radarzüge in Sljeme, Borinci, Papuk, Učka und Rota

  - Ausbildungszentrum  der Kroatischen Luftstreitkräfte und Luftabwehr "Rudolf Perešin" (Središte za obuku Hrvatskog ratnog zrakoplovstva i protuzračne obrane "Rudolf Perešin" (SzO HRZ-a i PZO-a)) – Luftwaffenstützpunkt Zadar - Zemunik
    - Kommando des Ausbildungszentrums (Zapovjedništvo SzO-a HRZ-a i PZO)
    - Pilotenschule (Pilotska škola)
    - Offiziersausbildungsabteilung (Odjel za obuku) mit je einem Referat für Offiziersanwärter des Fliegerischen Dienstes und Offiziersanwärter der Luftraumüberwachung sowie einem Zug für Offiziersanwärter des Flugtechnischen Dienstes
    - Ausbildungskompanie (Satnija za obuku) mit einem Zug für Luftraumüberwachungsspezialisten und einem Zug für Flugtechnikspezialisten.

## Ausrüstung
(Stand: Ende 2022)

### Luftfahrzeuge
| Typ                       | Bild           | Herkunft           | Funktion                                    | Version           | Anzahl         | Bestellt       | Anmerkungen |
| Kampfflugzeuge            | Kampfflugzeuge | Kampfflugzeuge     | Kampfflugzeuge                              | Kampfflugzeuge    | Kampfflugzeuge | Kampfflugzeuge | Kampfflugzeuge |
| ------------------------- | -------------- | ------------------ | ------------------------------------------- | ----------------- | -------------- | -------------- | --- |
| Dassault Rafale           |                | Frankreich         | Mehrzweckkampfflugzeug                      | F3R               | 12             |                | Gebraucht von Frankreich gekauft, Im April 2025 wurden alle Rafale ausgeliefert.                                                                      |
| Schulflugzeuge            |                |                    |                                             |                   |                |                | |
| Pilatus PC-9              |                | Schweiz            | Schulflugzeug                               | PC-9M             | 14             |                | |
| Zlín Z-242                |                | Tschechien         | Schulflugzeug                               | Z-242L            | 4              | 1              | |
| Feuerlöschflugzeuge       |                |                    |                                             |                   |                |                | |
| AT-802 FireBoss           |                | Vereinigte Staaten | Löschflugzeug                               |                   | 6              |                | [ 12 ] |
| Canadair CL-415           |                | Kanada             | Löschflugzeug                               | CL-415 CL-515     | 6              | 2              | Zwei Canadair CL-515 wurden bestellt. |
| Hubschrauber              |                |                    |                                             |                   |                |                | |
| Mil Mi-8                  |                | Sowjetunion        | Mehrzweckhubschrauber                       | Mi-8 Mi-17 Mi-171 | 11             |                | 14 wurden im Frühling 2023 an die Ukraine abgegeben, weitere werden zu Gunsten der KFOR im Kosovo eingesetzt.                                         |
| Sikorsky UH-60 Black Hawk | Beispielbild   | Vereinigte Staaten | Transporthubschrauber                       | UH-60M            | 4              | 8              | Kroatien möchte bis 2028 alle Mil Mi-8, Mi-17 und Mi-171 durch westliches Gerät ersetzen. Dazu wird die Black-Hawk-Flotte auf insgesamt zwölf erhöht. |
| Bell OH-58 Kiowa          |                | Vereinigte Staaten | Leichter Aufklärungs- und Kampfhubschrauber |                   | 15             |                | |
| Bell 206                  |                | Vereinigte Staaten | Schulhubschrauber                           |                   | 8              |                | |

### Flugkörper
Luft-Luft-Raketen:
- MICA

Luft-Boden-Raketen:
- AGM-114R Hellfire
- Hydra 70

### Flugabwehrwaffen
Flugabwehrraketensysteme:
- 9K35 Strela-10

- 9K31 Strela-1

MANPADS:
- 9K34 Strela-3
- 9K310 Igla-1
- FIM-92 Stinger
- Mistral (Rakete)